# Gruppo Torinese Trasporti
O Gruppo Torinese Trasporti, ou GTT, é o operador municipal dos transportes metropolitanos de Turim, Asti, Cuneo e Alessandria. Opera os ônibus urbanos e suburbanos, bondes e o metrô da região, também sendo responsável pelos estacionamentos e paradas tarifadas, serviços turísticos e fornecimento de consultoria especializada. É de propriedade da prefeitura de Turim.

## História
Foi fundada em 2003, a partir da fusão da ATM, Azienda Torinesa di Mobilità, com a SATTI, Società per Azioni Tranvie Torinesi Intercomunali, responsáveis respectivamente pelos transportes urbanos e suburbanos de superfície e pelas ferrovias extra-urbanas e construção do metrô.
Venceu a concessão de operação dos transportes metropolitanos em 2011, para a execução entre 2011 e 2021, sendo a operadora atual do sistema, que deve passar por nova licitação em 2025.

## Frota
O GTT possui uma frota de 1339 ônibus, dos quais 173 elétricos a bateria e 401 a gás natural, 208 bondes e 29 trens de metrô.